# 杨善竑
杨善竑（1968年11月—），女，汉族，安徽怀宁人，中国致公党党员。中华人民共和国政治人物、第十三届全国人民代表大会安徽省代表。

## 生平
1997年毕业于合肥师范学院（原安徽教育学院）英语专业，2003年12月获安徽师范大学教育硕士学位，2008年12月获北京师范大学教育学博士学位。1987年7月参加工作，曾担任中学英语教师多年，后任职于安徽省教育科学研究院、安徽教育招生考试院、安徽省电化教育馆、安徽省人民政府教育督导委员会办公室，2021年12月任安徽省教育厅（省委教育工委）副总督学。2022年6月，当选致公党安徽省第七届委员会副主任委员。
2018年，杨善竑被选为安徽省出席第十三届全国人民代表大会代表。2023年2月，当选为第十四届全国人大代表。
2023年9月，任阜阳市副市长。